# Povijesni muzej u Botevgradu
Povijesni muzej u Botevgradu otvorio je svoju prvu izložbu 1937. godine. Nalazi se u središtu Botevgrada u Bugarskoj.

## Povijest
Muzejski rad na području Botevgrada ima duboke korijene i tradicije. Dva najranija istraživača Botevgradske povijesne prošlosti bili su svećenik Georgi Popdimitrov iz sela Skravena i dugogodišnji učitelj iz sela Trudovec, Georgi Popivanov.
Prva muzejska zbirka otvorena je za javnost 1937. godine od strane ravnatelja mjesne srednje škole Asena Stefanova. Godine 1950., već obogaćena i proširena, zbirka se premješta u lokalni kulturni centar "Hristo Botev 1884.", a dvije godine kasnije zbirka je proglašena državnim muzejom i opremljena zasebnom zgradom.
Dana, 24. svibnja 1959. muzej je otvoren svečanom ceremonijom. Godine 1970. otvorena je druga izložba muzeja. Godine 1985. muzej se proširuje umjetničkom zbirkom te se otvara galerija umjetnina. Od 1988. do 2010. godine muzej i galerija nalaze se u zasebnoj zgradi pored Tornja sa satom, simbola grada.
Dana 1. srpnja 2010. započinje rekonstrukcija zgrade Pravnoga suda u Botevgradu. Manje od godinu dana kasnije, 3. svibnja 2011. godine, zgrada je ponovno otvorena i od tada je domaćin Povijesnoga muzeja u Botevgradu. 

## Zbirka muzeja
Muzej nudi izložbene prostore, kao i konferencijsku dvoranu opremljenu za prezentacije, umjetničke izložbe, koncerte, rasprave, javna predavanja i proslave. Muzej razvija zbirku, provodi istraživanja, edukacije i popularizaciju muzejske građe, te sudjeluje u organizaciji događaja iz kulturnoga kalendara Općine Botevgrad.
Od 2018. godine, muzejska zbirka sadrži više od 15 tisuća originalnih jedinica, uključujući: dokumente, izvorne fotografije, osobne stvari, naoružanje, staru tiskanu književnost, numizmatičke i heraldičke artefakte i umjetnička djela. Raspoređeni su u tri odjela: arheologija, povijest bugarskih krajeva od 15. do 20. stoljeća, te umjetnost i povijest 20. stoljeća. Muzeja brine i o klaustarskoj školi u selu Boženica.